# Annette Lehmann (Politikerin)
Annette Lehmann (* 3. Dezember 1964 in Mühlhausen/Thüringen) ist eine deutsche Politikerin (CDU) und seit 1999 Mitglied des Thüringer Landtags.

## Beruflicher Werdegang
Nach dem Abitur 1983 absolvierte Lehmann eine Ausbildung zur Bankkauffrau und war danach bis 1990 als Angestellte in der Kreissparkasse Mühlhausen tätig. Ab 1990 arbeitete sie im Finanzamt Mühlhausen, zunächst als Angestellte, dann ab 1994 als Beamtin im gehobenen Dienst.

## Politisches Wirken
1988 trat Lehmann der CDU der DDR bei. Seit 1990 ist Lehmann Mitglied des Kreistages von Mühlhausen bzw. ab 1994 des Unstrut-Hainich-Kreises, davon von 1997 bis 2004 Vorsitzende dieses Kreistages und von 2004 bis 2009 Fraktionsvorsitzende der CDU. 
1999 trat sie als Nachrückerin für Birgit Diezel, die wegen ihrer Ernennung zur Staatssekretärin aus dem Landtag ausschied, erstmals in den Thüringer Landtag ein. Bei den Landtagswahlen 2004, 2009 und 2014 gewann sie im Wahlkreis Unstrut-Hainich-Kreis II jeweils das Direktmandat. Zur Landtagswahl 2019 trat sie nicht erneut an. Daneben gehörte Lehmann von 1990 bis 2022 in mehreren Legislaturperioden auch dem Gemeinderat von Dünwald an.